# Маратополис
Марато́полис (греч. Μαραθόπολις ή Μαραθόπολη) – рыбацкая приморская деревня в Греции. Расположена на высоте 10 метров над уровнем моря, на побережье Ионического моря на юго-западной оконечности Пелопоннеса, в 215 километрах к юго-западу от Афин, в 48 километрах к западу от Каламаты и в 41 километре к западу от аэропорта «Капитан-Василис-Констандакопулос». Входит в общину (дим) Трифилию в периферийной единице Месинии в периферии Пелопоннес. Население 646 жителей по переписи 2011 года. Летом население значительно увеличивается благодаря большому притоку туристов. Славится своими рыбными ресторанами. В 2 километрах к юго-западу от Маратополиса расположен остров Проти.
Служит портом для Гаргальяни, которых находится в 5 километрах к востоку. Национальная дорога 9 проходит в 4 километрах к востоку.
Основана в 1859 году. В 1912 году создано сообщество Маратополис.
В деревне находится церковь Метаморфоси-ту-Сотирос (Преображения Господня).

## Сообщество Маратополис
В местное сообщество Маратополис входят четыре населённых пункта и остров Проти. Население 729 жителей по переписи 2011 года. Площадь 8,052 квадратных километров.
| Населённый пункт | Население (2011), человек |
| ---------------- | ------------------------- |
| Барла            | 50                        |
| Ефираки          | 5                         |
| Маратополис      | 646                       |
| Неровигли        | 28                        |
| Проти (остров)   | 0                         |

## Население
| Год  | Население, человек |
| ---- | ------------------ |
| 1991 | 391                |
| 2001 | 735                |
| 2011 | ↘ 646              |